# Reator rápido resfriado a sódio

Reator rápido refrigerado a sódio tipo piscina (SFR)

Um reator rápido resfriado a sódio é um reator rápido de nêutrons resfriado por sódio líquido.
As iniciais SFR, em particular, referem-se a duas propostas de reatores de Geração IV, uma baseada na tecnologia existente de reator resfriado por metal líquido (LMFR) usando combustível de óxido misto (MOX) e outra baseada no reator rápido integral alimentado por metal.
Vários reatore rápidos refrigerados a sódio foram construídos e alguns estão em operação atualmente, especialmente na Rússia.  Outros estão em planejamento ou em construção. Por exemplo, em 2022, nos EUA, a TerraPower (usando sua tecnologia Traveling Wave ) está planejando construir seus próprios reatores juntamente com armazenamento de energia de sal fundido  em parceria com o projeto de reator rápido integral PRISM da GEHitachi, sob a denominação Natrium  em Kemmerer, Wyoming.  
Além da experiência russa, Japão, Índia, China, França e EUA estão investindo na tecnologia.

## Líquido de arrefecimento de sódio
Sódio metálico líquido pode ser usado para transportar calor do núcleo. O sódio tem apenas um isótopo estável, o sódio-23, que é um fraco absorvedor de nêutrons. Quando absorve um nêutron, ele produz sódio-24, que tem uma meia-vida de 15 horas e decai para o isótopo estável magnésio-24.

### Vantagens
Todos os reatores rápidos têm diversas vantagens sobre a frota atual de reatores à base de água, pois os fluxos de resíduos são significativamente reduzidos. Fundamentalmente, quando um reator funciona com nêutrons rápidos, os isótopos de plutônio têm muito mais probabilidade de sofrer fissão ao absorver um nêutron. Assim, nêutrons rápidos têm uma chance menor de serem capturados pelo urânio e pelo plutônio, mas quando são capturados, têm uma chance muito maior de causar uma fissão. Isso significa que o inventário de resíduos transurânicos é inexistente em reatores rápidos.

### Desvantagens
Uma desvantagem do sódio é sua reatividade química, o que requer precauções especiais para prevenir e suprimir incêndios. Se o sódio entrar em contato com a água, ele reage produzindo hidróxido de sódio e hidrogênio, e o hidrogênio queima em contato com o ar. Este foi o caso da Usina Nuclear de Monju em um acidente em 1995. Além disso, a captura de nêutrons faz com que ele se torne radioativo; embora com uma meia-vida de apenas 15 horas. 

## História
Em 2020, a Natrium recebeu um doação de US$80 milhões do Departamento de Energia dos EUA para o desenvolvimento de seu SFR. O programa planeja usar combustível de urânio de alto teor e baixo enriquecimento contendo 5-20% de urânio. Esperava-se que o reator fosse instalado no subsolo e tivesse barras de controle inseridas pela gravidade. Como opera à pressão atmosférica, não é necessário um grande escudo de contenção. Devido à sua grande capacidade de armazenamento de calor, esperava-se que fosse capaz de produzir uma potência de pico de 500 MWe durante mais de 5 horas, além da sua potência contínua de 345 MWe. 